# Agriornis micropterus
Agriornis micropterus là một loài chim trong họ Tyrannidae.

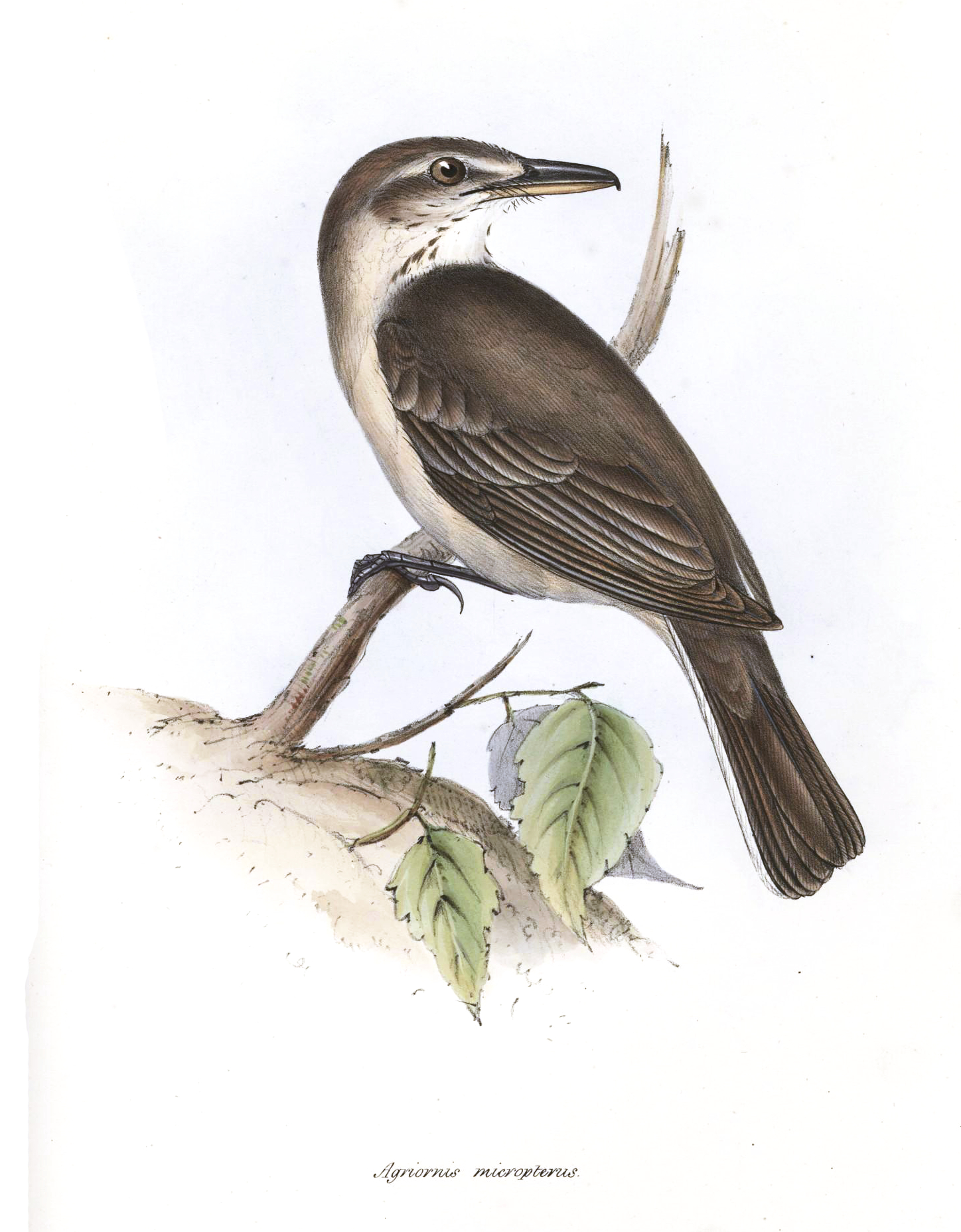